# Гернот Циппе
Гернот Циппе (нім. Gernot Zippe, 13 листопада 1917, Варнсдорф — 7 травня 2008, Відень) — австрійський інженер-механік, один з творців сучасної газової центрифуги для збагачення ізотопів урану.

## Біографія
Народився в Австро-Угорщині в містечку Варнсдорф (нині Чехія). Вивчав фізику у Відні, з 30 років служив у військово-повітряних силах Німеччини як інструктор з польотів, а потім як інженер дослідник в області радарів і літакових пропелерів.
У 1945 році потрапив в радянський полон, в таборі для військовополонених його відбирають як спеціаліста, для роботи в радянській атомній програмі.
Восени 1945 року він був направлений в групу Штеенбека, яка розробляла центрифугу для збагачення урану на об'єкті НКВД «А» — НДІ-9 , згодом Сухумський фізико-технічний інститут. B 1948—1952 ця група запропонувала оригінальну конструкцію газової центрифуги. Про умови роботи в ті роки в Сухумі і досягнення зі створення до 1952 р. стенда газової центрифуги докладно описано в спогадах Н. Ф. Лазарєва, який в ті роки як технік в групі Штеенбека тісно працював з Циппе. У 1952 р. групу переводять в Ленінград в ОКБ Кіровського заводу, де вони повинні були реалізувати промисловий прототип і передати технологію радянським інженерам ОКБ. 1953 року їх усувають від подальших робіт з газової центрифуги і відправляють у Київ на «карантин».
У 1956 році він повертається до Відня. У пошуках роботи виходить на фірму Дегусса у Франкфурті-на-Майні, де разом зі своїм колишнім колегою Рудольфом Шефлером продовжує роботу з розвитку газової центрифуги.
У 1957 році працює в США в Університеті штату Вірджинія. Попадає під ковпак ЦРУ, йому пропонують залишитися в США. Однак через півтора року він повертається назад в Європу.
Патентує пристрій — газову центрифугу для збагачення урану, просить при цьому згоди Штеенбека, що його не буде в співавторах — це було умовою з боку фірми Дегусса. Штеенбек, знаходився в цей час в НДР, з найкращих спонукань до своїх колишніх співробітників, які перебували на цей момент в нужді та пошуках роботи, він дає їм таку згоду, про що потім жалкував.
З 1960 року працював у промисловості, роз'їжджав в усьому світі, аж до 80-річного віку захоплювався планеризмом і літав. Його звинувачували в тому, що він сприяв розповсюдженню ядерної зброї в світі, публікуванням свого патенту по газовій центрифузі, на що він відповів — «це не моя проблема, це проблема світової політики», наводячи при цьому примітивне, але зрозуміле порівняння, ножиком ти можеш чистити картоплю, а можеш відправити на той світ сусіда, що не сподобався ".
Мемуари Гернот Циппе вийшли в світ вже після його смерті — «Rasende Ofenrohre in stürmischen Zeiten», Ekkehard Kubasta Verlag, 2008

## Нагороди
- Нагороджений премією «Енергія» фонду Альфреда Круппа фон Болена (1977) за видатний внесок у розвиток виробництва атомної енергії.
- Нагороджений австрійською медаллю ім. Вільгельма Экснера (1990)

Гернот Циппе був членом Міжнародного Організаційного Комітету міжнародної Конференції «Процеси розподілу у рідинах і газах»